# NGC 5683
NGC 5683 est une très vaste et lointaine galaxie lenticulaire située dans la constellation du Bouvier. Sa vitesse par rapport au fond diffus cosmologique est de 11 105 ± 11 km/s, ce qui correspond à une distance de Hubble de 164 ± 11 Mpc (∼535 millions d'al). NGC 5683 a été découverte par le physicien irlandais George Stoney en 1850.
NGC 5683 est une galaxie dont le noyau brille dans le domaine de l'ultraviolet. Elle est inscrite dans le catalogue de Markarian sous la cote Mrk 474 (MK 814). C'est aussi une galaxie active de type Seyfert 1.
Sur la sphère céleste, NGC 5683 est voisine de la galaxie NGC 5682, mais elle est presque cinq fois plus éloignée de la Voie lactée que cette dernière. Ces deux galaxies forment donc une paire purement optique.

## Supernova
La supernova SN 2002db a été découverte le 18 mai 2002 dans NGC 5683 par un groupe d'astronomes dans le cadre du programme LOSS (Lick Observatory Supernova Search) de l'observatoire Lick dans le cadre du programme LOTOSS de l'observatoire Lick et par l'astronome japonaise Reiki Kushida. Cette supernova était de type Ia.